# Peter Weise (Kapitän)
Peter Weise (* 31. Januar 1944 in Gotenhafen) ist ein deutscher Kapitän, Kaufmann und Schriftsteller. Er ist der jüngste Überlebende des Untergangs der Wilhelm Gustloff.

## Leben
Peter Weise wurde am 31. Januar 1945 als Kleinkind nach dem Untergang der Wilhelm Gustloff aus einem Rettungsboot geborgen. Durch einen Amtsarzt wurde sein Alter auf ein Jahr geschätzt und sein Geburtsdatum auf den 31. Januar 1944 in Gotenhafen festgelegt.  Er verbrachte seine Kindheit und Jugend bei seinem Retter, der ihn später adoptierte, in Rostock-Gehlsdorf.
Ab 1960 absolvierte er eine Ausbildung in der Handelsflotte der DDR. 1968 erhielt er das Befähigungszeugnis als Kapitän auf großer Fahrt. Von 1974 bis zu seinem unfreiwilligen Ausscheiden aus dem VEB Deutfracht/Seereederei Rostock 1982 fuhr er als Kapitän. Ab 1982 war er im Seehafen Rostock (DSR) tätig. Ein Studium der Seeverkehrswirtschaft an der Universität Rostock schloss er 1990 mit dem Diplom ab. Im gleichen Jahr wurde er durch die DSR rehabilitiert.
1990 wurde er Vorstandsmitglied der Seehafen Rostock AG/GmbH, Marketing Manager und Pressesprecher der Seehafen Rostock Umschlagsgesellschaft. Von 1995 bis 1998 war Peter Weise Präsident der Baltic Ports Organization. 2004 schied er aus dem aktiven Berufsleben.
Peter Weise lebt in Rostock. Er veröffentlichte autobiographische Erzählungen, Kurzgeschichten sowie Tiergeschichten in Gedichtform.

## Werk
- Hürdenlauf. BS, Rostock 2006.
- Liebesspiel. Kurzgeschichten. BS, Rostock 2008.
- Der Direktor. BS, Rostock 2010.
- Bodo und Berta. Tiergeschichten in Gedichten. BS, Rostock 2010.
- Die Amsel Wilhelmine. Tiergeschichten in Gedichten. BS, Rostock 2012.